# Andriej Korabiejnikow
Andriej Wiktorowicz Korabiejnikow, ros. Андрей Викторович Корабейников (ur. 1 kwietnia 1987 w Ust-Kamienogorsku, Kazachska SRR) – kazachski hokeista, reprezentant Kazachstanu.

## Kariera
- Barys Astana (2003-2004)
- Kazcynk-Torpedo (2005-2007)
- Barys Astana (2007-2008)
- Kazcynk-Torpedo (2008-2009)
- Jugra Chanty-Mansyjsk (2009-2010)
- Kazcynk-Torpedo (2010-2013)
- Mietałłurg Nowokuźnieck (2013)
- Kazcynk-Torpedo (2013-2014)
- Toros Nieftiekamsk (2014-2016)
- Rubin Tiumeń (2016-2017)
- Jertys Pawłodar (2017-2018)
- Dizel Penza (2018-2019)

Wychowanek Torpedo Ust-Kamienogorsk. Od sierpnia 2013 zawodnik Mietałłurga Nowokuźnieck, związany dwuletnim kontraktem. Przed jego wypełnieniem 23 października 2013 klub rozwiązał umowę z nim. Następnie powrócił do Kazcynk-Torpedo. Od maja 2014 zawodnik. Od maja 2016 zawodnik Rubinu Tiumeń. Od połowy 2017 zawodnik Jertysu. Od maja 2015 w Dizelu Penza.
Uczestniczył w turniejach mistrzostw świata w 2012, 2013, 2016.

## Sukcesy
Reprezentacyjne
- Awans do MŚ Elity: 2013

Klubowe
- Srebrny medal mistrzostw Kazachstanu: 2006 z Kazcynk-Torpedo
- Złoty medal mistrzostw Kazachstanu: 2007 z Kazcynk-Torpedo
- Mistrzostwo wyższej ligi: 2010 z Jugra Chanty-Mansyjsk
- Złoty medal Wyższej Hokejowej Ligi /  Puchar Bratina: 2015 z Torosem Nieftiekamsk